# رولان بلانش
رولان بلانش (فرانسوی: Roland Blanche‎؛ ۳۱ دسامبر ۱۹۴۳ – ۱۳ سپتامبر ۱۹۹۹) بازیگر اهل فرانسه بود.
از فیلم‌ها یا برنامه‌های تلویزیونی که وی در آن نقش داشته‌است، می‌توان به زیادی برات خوشگله، دختری به نام نیکیتا، دانتون، ارتباط فرانسوی ۲، بومارشه، گستاخ و معجزه اشاره کرد.